# Avro Vulcan
Avro Vulcan var ett jetdrivet bombflygplan som användes av Storbritannien under kalla kriget. Det var ett av de tre kärnvapenbestyckade V-bombarna. Vulcan tjänstgjorde i Royal Air Force från 1956 till 1984. Under Falklandskriget användes det under ett flertal uppdrag (se operation Black Buck) dock utan kärnvapenbestyckning.

## Utveckling
I januari 1947, med andra världskriget fortfarande i färskt minne, beslutade Stabschefskommittén att det bästa sättet att undvika liknande krig i framtiden var att skaffa en avskräckande kärnvapenförmåga. Det innebar inte bara kärnvapen utan även bombflygplan kapabla att leverera kärnvapen mot mål i fientliga länder. Även om flygplan som Avro Lincoln och Boeing Washington kunde bära kärnvapen var de för långsamma och sårbara för fientligt luftförsvar. För att klara motsvarande uppgift i framtiden behövdes ett jetdrivet bombflygplan. Baserat på stabschefskommitténs förslag utfärdade Luftministeriet en specifikation som sedan lämnades över till flera olika flygplanstillverkare. Kraven var att flygplanet skulle kunna bära en bomb på 4,5 ton (10 000 lb) till ett mål 5 000 km bort i en hastighet på 900 km/h och på en höjd av 15 000 meter. Det var mycket hårda krav som bara kunde uppfyllas av ett stort och mycket avancerat flygplan. För att gardera sig mot tekniska problem valde man att låta tre olika flygplanstillverkare producera var sin modell; Vickers Valiant, Avro Vulcan och Handley Page Victor (V-bombarna). Av dessa var Avro Vulcan den snabbaste och mest avancerade.
På grund av kravet på transsonisk fart kunde man inte som tidigare använda raka vingar utan vingarna behövde vara bakåtsvepta. Pilvingar var en möjlighet, men med 1950-talets teknologi var det svårt att göra pilvingar tillräckligt styva, i synnerhet för ett så stort flygplan. Därtill hade pilvingar den obehagliga egenskapen att lyftkraftcentrum flyttade sig beroende på hastighet. Avros chefsingenjör Roy Chadwick valde därför en kompromiss; en deltavinge. Deltavingen erbjöd större svepvinkel än en pilvinge och dessutom stor vingyta i förhållande till spännvidden vilket i sin tur gjorde det lättare att uppnå den önskade maxhöjden. För att prova deltavingen byggde Avro testflygplanet Avro 707 som i princip var en tvåsitsig modell av Vulcan i skala 1:3. Den första Avro 707 premiärflög 4 september 1949 men havererade kort därefter. Ytterligare fyra Avro 707 byggdes, men de sista två var ännu inte färdiga när den första fullskaleprototypen Avro 698 genomförde sin jungfruflygning 30 augusti 1952. Tester med Avro 707 visade att deltavingen kunde drabbas av självsvängning i hög fart. Problemet avhjälptes genom att ändra vingens form till en ”dubbeldelta” med lägre svepvinkel närmast flygkroppen och större svepning längre ut. Eftersom produktionen redan hade kommit i gång innebar det att vingarna till de sexton första flygplanen fick skrotas och byggas om från början. De serieproducerade flygplanen med nya vingar fick beteckningen B.1.
År 1956 påbörjades utvecklingen av en förbättrad version av Vulcan kallad B.2. Förutom kraftigare motorer fick B.2 även lufttankningsbom, större vingyta, större bomblast och bättre motmedel. 33 av dem byggdes dessutom om i efterhand för att kunna bära kärnvapenroboten Blue Steel. Även mer avancerade versioner planerades men blev aldrig verklighet på grund av 1957 års försvarsbeslut. Flera byggdes även om för att kunna bära Skybolt-robotar trots att dessa aldrig blev levererade. Fiaskot med Skybolt och det faktum att Storbritannien i stället fick köpa Polaris-robotar genom Nassauöverenskommelsen gjorde att Vulcan delvis tappade sin roll som kärnvapenbärare och större fokus lades i stället på insatser med konventionella bomber och förstärktes för att kunna genomföra anfall på låg höjd. Nio flygplan byggdes på 1970-talet om för havsövervakning med en kraftig ytspaningsradar. Den sista moderniseringen genomfördes inför operation Black Buck då de flygplan som baserades på Ascension fick nya störsändare, tröghetsnavigering och möjlighet att bära roboten AGM-45 Shrike.

## Användning
Det första Vulcan-flygplanet levererades till RAF i september 1956 och påbörjade nästan genast en världsturné till bland annat Nya Zeeland och Australien. Flygplanet havererade dock vid återkomsten till Heathrow den 1 oktober 1956 varvid fyra man i besättningen dödades. I januari 1957 började Vulcan komma ut på förband, först till No.230 OCU och därefter till No.83 och No.101 Squadron. Under början av sin karriär var Vulcan-flygplanen målade i vitt för att reflektera värmestrålningen från kärnvapendetonationer, men under 1960-talet övergick man allt mer till traditionell kamouflagemålning. Både för att projicera militärmakt och för att öka chansen att undgå en kärnvapenattack baserades Vulcan-flygplanen ofta utomlands, bland annat i Singapore, där det fanns anläggningar för lagring av kärnvapen, samt på Cypern. Vulcans deltog också ofta i övningar med andra länder, bland annat i operation Skyshield i USA. Från och med 1959 ingick Vulcan-bombarna i SIOP och från 1962 stod minst två kärnvapenbestyckade Vulcans i högsta beredskap dygnet runt.
Den enda gång Vulcans använts i strid var under Falklandskriget då flera Vulcans deltog i operation Black Buck. De första Black Buck-uppdragen gick ut på att förstöra Port Stanley Airport och de följande på att bekämpa det argentinska luftförsvaret med Shrike-robotar. En omfattande lufttankningsoperation var nödvändig för att ge Vulcan-flygplanen den räckvidd som krävdes för att kunna flyga från Ascension till Falklandsöarna och tillbaka, en sträcka på över 6 000 km.
Vulcan togs ur tjänst 1984, men på grund av Vulcans popularitet avdelades två flygplan (XL426 och XH560) till Vulcan Display Flight för att användas enbart för flyguppvisning. När XL426 nådde slutet på sin livslängd 1986 ersattes den med XH558. Vulcan Display Flight lades ner 1993 varvid XH558 såldes till David Walton som 1997 grundade stiftelsen Vulcan to the Sky Trust för att återställa den i flygdugligt skick. Den 18 oktober 2007 flög XH558 igen för första gången på fjorton år. Flygplanet fortsatte att flyga på flyguppvisningar fram till 2015 då BAE Systems och Rolls-Royce plc meddelade att de inte längre kunde underhålla systemen i Vulcan. XH558 genomförde sin sista flygningen 28 oktober 2015.

## Konstruktion
Vulcan kännetecknas av den stora deltavingen som även inrymmer de fyra Rolls-Royce Olympus-motorerna. Flygplanet byggdes i sektioner; nosen med radarn, främre flygkroppen med tryckkabinen, främre mittsektionen med bland annat luftintagen, bakre mittsektionen med bombutrymmet och motorerna samt stjärten med stjärtfenan och motmedelsutrustningen. Även vingarna var indelade i tre sektioner; främre, yttre och bakre. Radarn var en H2S Mk.9 markspaningsradar som även tjänade som radarbombsikte. Kabinen hade plats för fem besättningsmän; pilot och andrepilot i en cockpit samt en radaroperatör/bombfällare, en navigatör och en radio- och motmedelsoperatör en våning nedanför cockpit. Dessutom fanns säten för ytterligare två passagerare. Bara piloten och andrepiloten hade katapultstolar. Meningar var att de skulle hålla planet i luften medan resten av besättningen hoppade genom kabindörren för att sedan lämna flygplanet sist. Landningsstället bestod av två huvudställ som fälldes in framåt utanför motorerna samt ett nosställ som fälldes in bakåt bakom kabinen. Huvudställen hade en boggi med åtta däck vardera medan nosstället hade två däck.

### Beväpning

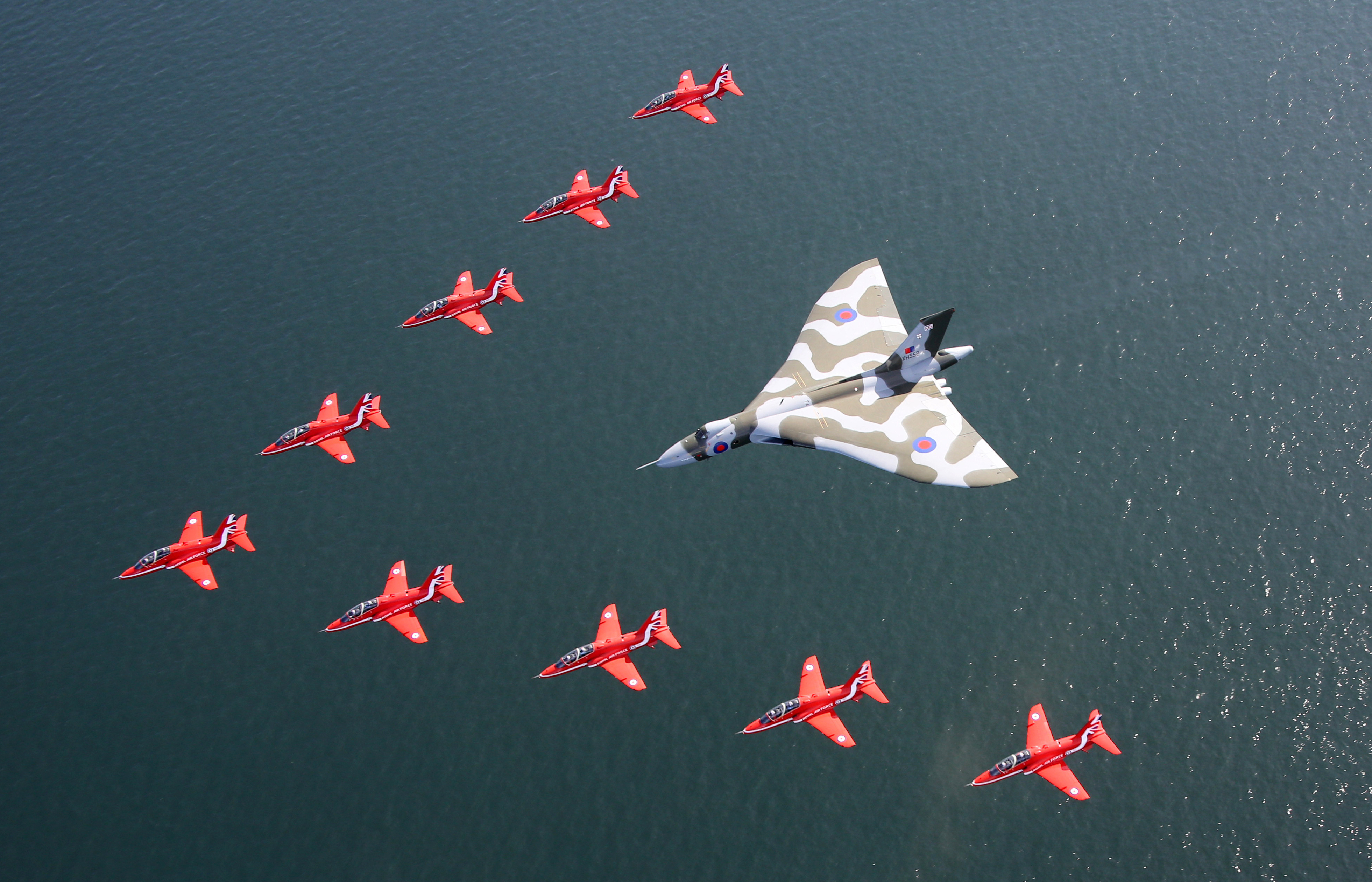
Vulcan B.2 i formation med The Red Arrows

I sin ursprungliga roll var Vulcans huvudvapen kärnvapen. Till en början atombomben Blue Danube och senare atombomben Red Beard eller vätebomberna Violet Club eller Yellow Sun. För att få stand-off kapacitet fick Vulcan B.2 möjlighet att bära kärnvapenroboten Blue Steel. Blue Steel skulle ha ersatts av amerikanska Skybolt-robotar, men det projektet lades ner. Då Storbritannien i stället fick möjlighet att köpa Polaris-robotar genom Nassauöverenskommelsen, medförde detta att rollen som kärnvapenbärare togs över av Royal Navys Resolution-klass ubåtar. Vulcan-bombarna fick behålla viss kärnvapenkapacitet genom WE.177B, men huvuduppgiften var därefter anfall med konventionella bomber. För den uppgiften kunde Vulcan bära 21 stycken 454 kg (1 000 lb) bomber i bombutrymmet. Under Falklandskriget fick de dessutom förmåga att bära Shrike-robotar under vingarna.

## Varianter

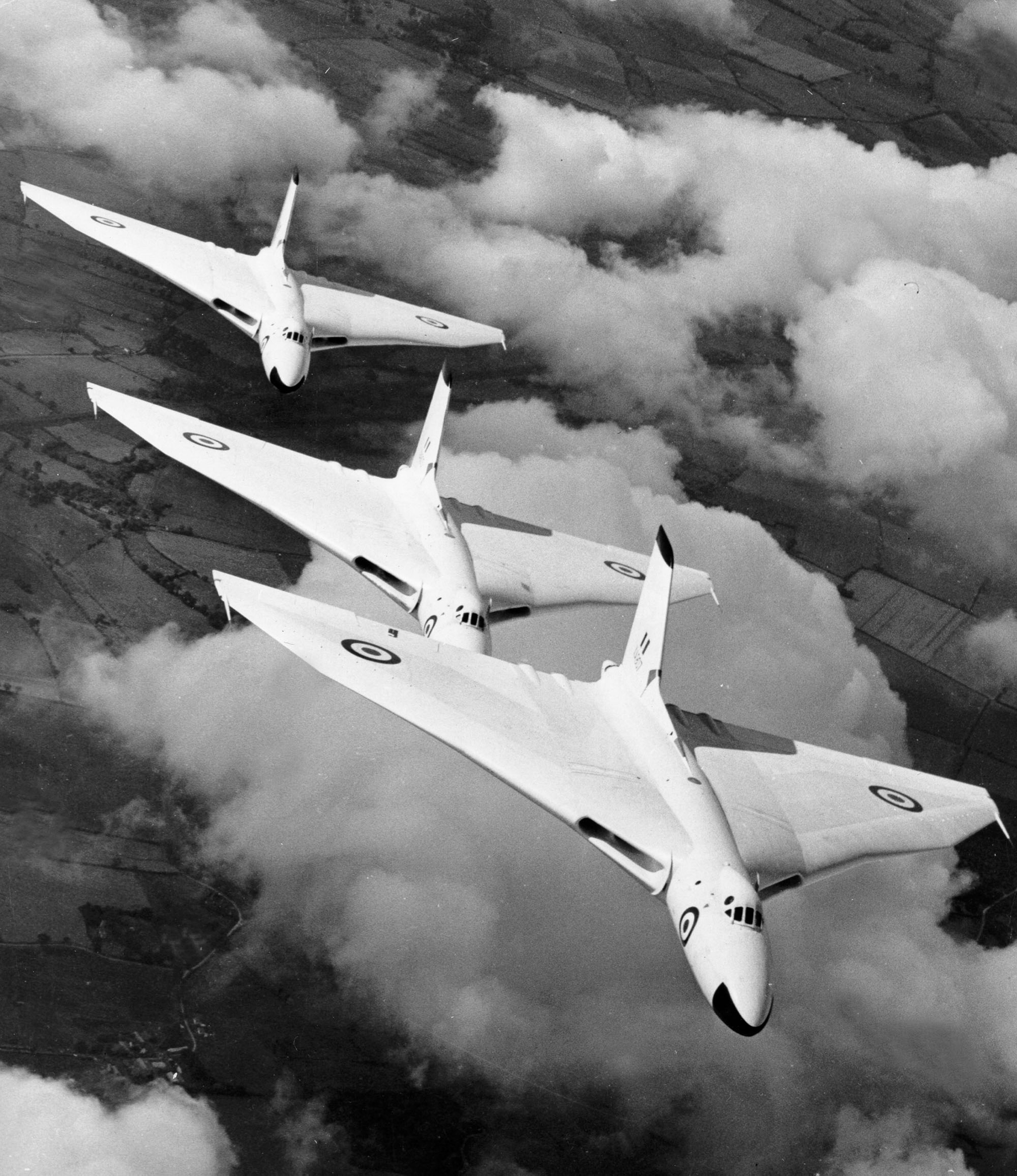
Tre stycken Vulcan B.1 i den ursprungliga vita målningen, 1957.

- Avro 707 – Provflygplan i skala 1:3. 5 byggda.
- Avro 698 – Prototyp med Avon- respektive Conway-motorer. 2 byggda
- B.1 – Första produktionsserien med Olympus 100-motorer. 45 byggda.
- B.1A – Modernisering av B.1 med samma motmedel och lufttankningsutrustning som B.2. 28 ombyggda från B.1.
- B.2 – Andra produktionsserien med Olympus 201-motorer, lufttankningsbom, större vingar, längre räckvidd, större bomblast och bättre motmedel. 63 byggda.
- B.2A – Modernisering av B.2 med Olympus 301-motorer och möjlighet att bära Blue Steel- eller Skybolt-robotar. 26 byggda.
- SR.2 – Radarspaningsversion med en H2S Mk.9-radar och LORAN-navigering. 9 ombyggda från B.2.
- K.2 – Lufttankningsflygplan med extra bränsletankar i bombutrymmet och en lufttankningsstation i stället för motmedel. 6 ombyggda från B.2